# قناری گلوسیاه
قناری گلوسیاه، دانه‌خوار گلوسیاه یا قناری دمگاه‌‌زرد جنوبی (نام علمی: Serinus atrogularis) نام یک گونه از سرده سهره دمگاه‌زرد است.